# Silene pardoi
Silene pardoi är en nejlikväxtart som först beskrevs av Ssp. guarensis (fern. Casas, och fick sitt nu gällande namn av M. Mayol, J.A. Rosselló. Silene pardoi ingår i släktet glimmar, och familjen nejlikväxter. Inga underarter finns listade i Catalogue of Life.